# Championnats du monde de triathlon 1998
Les Championnats du monde de triathlon 1998 présentent les résultats des championnats mondiaux de Triathlon en 1998 organisés par la fédération internationale de triathlon.
Ces 10e championnats se sont déroulés à Lausanne en Suisse le 30 août 1998.

## Résultats

### Élite

#### Hommes
| Rang   | Athlète                   | Nationalité      | Natation    | T1         | Vélo            | T2   | Course à pied | Temps           |
| ------ | ------------------------- | ---------------- | ----------- | ---------- | --------------- | ---- | ------------- | --------------- |
| Or     | Simon Lessing             | Royaume-Uni      | 17 min 43 s | 1 min 21 s | 1 h 04 min 19 s | 51 s | 31 min 14 s   | 1 h 55 min 30 s |
| Argent | Paul Amey                 | Royaume-Uni      | 18 min 11 s | 1 min 25 s | 1 h 03 min 47 s | 50 s | 31 min 43 s   | 1 h 55 min 57 s |
| Bronze | Miles Stewart             | Australie        | 18 min 14 s | 1 min 28 s | 1 h 03 min 35 s | 52 s | 31 min 54 s   | 1 h 56 min 04 s |
| 4      | Hamish Carter             | Nouvelle-Zélande | 17 min 41 s | 1 min 23 s | 1 h 04 min 13 s | 47 s | 32 min 02 s   | 1 h 56 min 08 s |
| 5      | Martin Krňávek            | Tchéquie         | 17 min 50 s | 1 min 31 s | 1 h 03 min 58 s | 51 s | 32 min 01 s   | 1 h 56 min 14 s |
| 6      | Dmitriy Gaag              | Kazakhstan       | 17 min 53 s | 1 min 26 s | 1 h 04 min 05 s | 51 s | 32 min 02 s   | 1 h 56 min 20 s |
| 7      | Jean-Christophe Guinchard | Suisse           | 17 min 55 s | 1 min 23 s | 1 h 03 min 58 s | 46 s | 32 min 32 s   | 1 h 56 min 38 s |
| 8      | Olivier Marceau           | Suisse           | 18 min 20 s | 1 min 20 s | 1 h 03 min 40 s | 54 s | 32 min 23 s   | 1 h 56 min 40 s |
| 9      | Reto Hug                  | Suisse           | 17 min 57 s | 1 min 23 s | 1 h 04 min 02 s | 56 s | 32 min 29 s   | 1 h 56 min 49 s |
| 10     | Andrew Johns              | Royaume-Uni      | 18 min 11 s | 1 min 20 s | 1 h 03 min 47 s | 57 s | 32 min 35 s   | 1 h 56 min 52 s |

#### Femmes
| Rang   | Athlète                    | Nationalité      | Natation    | T1         | Vélo            | T2         | Course à pied | Temps           |
| ------ | -------------------------- | ---------------- | ----------- | ---------- | --------------- | ---------- | ------------- | --------------- |
| Or     | Joanne King                | Australie        | 20 min 00 s | 1 min 26 s | 1 h 09 min 16 s | 57 s       | 35 min 43 s   | 2 h 07 min 24 s |
| Argent | Michellie Jones            | Australie        | 19 min 40 s | 1 min 28 s | 1 h 09 min 32 s | 56 s       | 36 min 24 s   | 2 h 08 min 03 s |
| Bronze | Evelyn Williamson          | Nouvelle-Zélande | 19 min 53 s | 1 min 31 s | 1 h 09 min 16 s | 59 s       | 36 min 30 s   | 2 h 08 min 12 s |
| 4      | Loretta Harrop             | Australie        | 19 min 31 s | 1 min 34 s | 1 h 09 min 38 s | 59 s       | 37 min 16 s   | 2 h 09 min 00 s |
| 5      | Isabelle Mouthon-Michellys | France           | 19 min 42 s | 1 min 23 s | 1 h 09 min 35 s | 1 min 02 s | 37 min 25 s   | 2 h 09 min 10 s |
| 6      | Jackie Gallagher           | Australie        | 20 min 18 s | 1 min 44 s | 1 h 10 min 47 s | 1 min 05 s | 35 min 49 s   | 2 h 09 min 44 s |
| 7      | Barbara Lindquist          | États-Unis       | 19 min 05 s | 1 min 23 s | 1 h 10 min 14 s | 57 s       | 38 min 34 s   | 2 h 10 min 15 s |
| 8      | Susan Bartholomew          | États-Unis       | 19 min 37 s | 1 min 36 s | 1 h 09 min 26 s | 59 s       | 38 min 49 s   | 2 h 10 min 30 s |
| 9      | Mieke Suys                 | Belgique         | 20 min 17 s | 1 min 31 s | 1 h 10 min 58 s | 1 min 02 s | 36 min 52 s   | 2 h 10 min 43 s |
| 10     | Natascha Badmann           | Suisse           | 21 min 22 s | 1 min 34 s | 1 h 09 min 49 s | 58 s       | 37 min 17 s   | 2 h 11 min 03 s |

### Junior

#### Hommes
| Rang   | Athlète              | Nationalité | Natation    | T1         | Vélo            | T2   | Course à pied | Temps           |
| ------ | -------------------- | ----------- | ----------- | ---------- | --------------- | ---- | ------------- | --------------- |
| Or     | Tim Don              | Royaume-Uni | 18 min 27 s | 1 min 22 s | 1 h 05 min 31 s | 50 s | 32 min 55 s   | 1 h 59 min 09 s |
| Argent | Bryce Quirk          | Australie   | 18 min 19 s | 1 min 22 s | 1 h 05 min 41 s | 48 s | 33 min 35 s   | 1 h 59 min 45 s |
| Bronze | Levi Maxwell         | Australie   | 18 min 17 s | 1 min 17 s | 1 h 05 min 46 s | 48 s | 33 min 40 s   | 1 h 59 min 51 s |
| 4      | Stuart Hayes         | Royaume-Uni | ?           | ?          | ?               | ?    | ?             | 1 h 59 min 52 s |
| 5      | Courtney Atkinson    | Australie   | 18 min 12 s | 1 min 22 s | 1 h 05 min 45 s | 56 s | 34 min 59 s   | 2 h 01 min 16 s |
| 6      | Ivan Rana            | Espagne     | 20 min 04 s | 1 min 31 s | 1 h 05 min 42 s | 51 s | 33 min 26 s   | 2 h 01 min 37 s |
| 7      | Mark Roland          | Australie   | 18 min 24 s | 1 min 36 s | 1 h 04 min 46 s | 51 s | 36 min 23 s   | 2 h 02 min 01 s |
| 8      | Christian Weimer     | Allemagne   | 19 min 08 s | 1 min 20 s | 1 h 06 min 52 s | 48 s | 33 min 54 s   | 2 h 02 min 06 s |
| 9      | Guillaume Dechavanne | France      | 19 min 05 s | 1 min 30 s | 1 h 06 min 44 s | 50 s | 34 min 22 s   | 2 h 02 min 34 s |
| 10     | Carlos Cremaschi     | Chili       | 19 min 44 s | 1 min 34 s | 1 h 06 min 05 s | 54 s | 34 min 22 s   | 2 h 02 min 40 s |

#### Femmes
| Rang   | Athlète          | Nationalité      | Natation    | T1         | Vélo            | T2         | Course à pied | Temps           |
| ------ | ---------------- | ---------------- | ----------- | ---------- | --------------- | ---------- | ------------- | --------------- |
| Or     | Nicole Hackett   | Australie        | 19 min 36 s | 1 min 34 s | 1 h 11 min 52 s | 57 s       | 39 min 10 s   | 2 h 13 min 14 s |
| Argent | Rebekah Keat     | Australie        | 20 min 01 s | 1 min 34 s | 1 h 12 min 49 s | 1 min 00 s | 38 min 22 s   | 2 h 13 min 51 s |
| Bronze | Beth Thomson     | Royaume-Uni      | 20 min 28 s | 1 min 43 s | 1 h 12 min 12 s | 1 min 04 s | 39 min 00 s   | 2 h 14 min 33 s |
| 4      | Melanie Mitchell | Australie        | 19 min 35 s | 1 min 37 s | 1 h 11 min 48 s | 58 s       | 41 min 10 s   | 2 h 15 min 14 s |
| 5      | Nicola Spirig    | Suisse           | 21 min 40 s | 1 min 43 s | 1 h 14 min 34 s | 1 min 03 s | 37 min 50 s   | 2 h 16 min 55 s |
| 6      | Lenka Zemanová   | Tchéquie         | 20 min 42 s | 1 min 46 s | 1 h 15 min 30 s | 1 min 03 s | 38 min 58 s   | 2 h 18 min 03 s |
| 7      | Leanda Cave      | Royaume-Uni      | 19 min 36 s | 1 min 33 s | 1 h 11 min 52 s | 1 min 00 s | 43 min 58 s   | 2 h 18 min 06 s |
| 8      | Eva Dollinger    | Autriche         | 20 min 50 s | 1 min 46 s | 1 h 15 min 22 s | 1 min 08 s | 39 min 22 s   | 2 h 18 min 32 s |
| 9      | Aniko Gog        | Hongrie          | 20 min 47 s | 1 min 46 s | 1 h 14 min 28 s | 1 min 00 s | 40 min 45 s   | 2 h 18 min 52 s |
| 10     | Shanelle Barrett | Nouvelle-Zélande | 20 min 52 s | 1 min 42 s | 1 h 15 min 25 s | 1 min 04 s | 40 min 28 s   | 2 h 19 min 34 s |

## Tableau des médailles
| Rang  | Nation           | Or | Argent | Bronze | Total |
| ----- | ---------------- | -- | ------ | ------ | ----- |
| 1     | Australie        | 2  | 3      | 2      | 7     |
| 2     | Royaume-Uni      | 2  | 1      | 1      | 4     |
| 3     | Nouvelle-Zélande | 0  | 0      | 1      | 1     |
| Total | Total            | 4  | 4      | 4      | 12    |